# Kanton Le Tampon-4
Kanton Le Tampon-4 (francouzsky Canton du Tampon-4) byl francouzský kanton v departementu Réunion v regionu Réunion. Tvořila ho pouze část města Le Tampon. Zrušen byl při reformě francouzských kantonů v roce 2014.